# Аннічев Олександр Єгорович
Олекса́ндр Єго́рович А́ннічев (нар. 29 травня 1953 Саратов, РРФСР) — український актор, театральний критик, педагог, оглядач питань культури та мистецтва газети «Время». Старший викладач кафедри театрознавства Харківського національного університету мистецтв імені І. П. Котляревського, лауреат творчої премії «Харківської міської ради», лауреат муніципальної премії Г. Квітки-Основ'яненка в галузі театральної критики.

## Життєпис
Ніхто з членів сім'ї ніколи не був причетний до будь-якого виду мистецтва. До театру потрапив у віці 13 років і відразу на професійну сцену. Брав участь у масових сценах вистави «Ідіот» за Ф. Достоєвським, у якій Льва Миколайовича Мишкіна грав Олег Янковський, тоді ще мало кому відомий актор. 1966 року відбулася зустріч з Наталією Йосипівною Сухостав — керівником дитячого та юнацького театру «Молода гвардія».
У 1971 році, закінчивши школу, вступив до Саратовського театрального училища на курс народного артиста Росії Юрія Сагьянца. З першого курсу Олександра Аннічева призивають на строкову службу в армію. Два роки віддавав військовий обов'язок, несучи бойове чергування на космодромі Байконур. У 1973 році продовжив навчання в Саратовському театральному училищі, а 1977-го закінчив його і був запрошений актором до Харківського театру юного глядача. На сцені якого служив до 1985 року. За цей час було зіграно понад 30 різнохарактерних ролей.
1981 року складає іспити до Харківського інституту мистецтв і, витримавши конкурс, стає студентом театрознавчого факультету. Отримавши 1986 року диплом, розподіляється на роботу до Всесоюзної дирекції циркових програм, атракціонів і номерів, де у творчій співдружності з художницею Надією Косарєвою і балетмейстером Ларисою Потимковою аж до 1992 року веде роботу з організації художньо-пластичного оформлення циркових номерів.
1992 року на прохання дирекції ТЮГу стає керівником літературно-драматургічної частини та асистентом режисера Олександра Біляцького, спільно з яким здійснює постановку вистав «Вій» М. Кропивницького, «Лісова пісня» Л. Українки, «Сон літньої ночі» У. Шекспіра, «Муха-Цокотуха», «Жили-були дід та баба», «Червона квіточка», «Господиня Мідної гори» О. Аннічева.
З 1996 року веде огляд театральних подій Харкова в ефірі приватної компанії «Радіо-50» і стає ведучим авторської програми «Театральний роз'їзд» на незалежному каналі, що згодом став муніципальною студією телебачення «Ніка+».
У 2000 році директор і художній керівник Харківського академічного російського драматичного театру народний артист України Олександр Барсегян пропонує перейти до ввіреного йому театру й обійняти посаду заступника директора з громадських питань. Після шести місяців співпраці з Барсегяном, звільнився з російського драмтеатру і починає освоювати нову професію — оглядача подій культури і мистецтв на шпальтах газети «Вечірній Харків».
З 2003 року виконує ті самі обов'язки в Харківській регіональній газеті «Время» де час від часу дає майстер-класи. Член журі фестивалів «На крилах кохання», «Курбалесія» та «Харківські асамблеї» З ініціативи дирекції ХДТРК у співавторстві з театрознавицею Тетяною Кіктєвою брав участь у створенні творчого телепроєкту «Театральний салон». У період із 2004 до 2011 року на екрани харківського телебачення вийшло 150 випусків «Театрального салону», які розповідали про людей театру, прем'єри та проблеми, що виникають на цьому терені. Авторами і ведучими були — Тетяна Кіктєва та Олександр Аннічев. Автор понад 200 рецензій на прем'єрні вистави харківських театрів і художніх виставок. З 2004 р. — старший викладач кафедри театрознавства. Викладає навчальні дисципліни: «Теорія драми», «Основи драматургічної та сценарної майстерності», «Робота режисера з драматургом».

## Основні публікації
- Світ прекрасний, коли в ньому є такі жінки. До ювілею Т. Б. Веркіної. Інформаційне агентство «Время». 16.09.2006.
- Браво, Моцарт! Браво, Калоян! Браво, «Дон Жуан». Інформаційне агентство "Інформаційне агентство «Время» 31.10. 2006.
- «Намагаюся бути корисною, і поки що мені це вдається». Інтерв'ю В. Арканової. Інформаційне агентство «Время». 23.11.2006.
- Ніна Логвинова. Педагог-актриса. Інформаційне агентство «Время». 22.04.2008.
- Усі старовинні музичні інструменти — особистості. Піаніст і реставратор Я. Корольов. Інформаційне агентство «Время». 13.06.2008.
- Молоді таланти харківської фортепіанної школи. Клас Т. Веркіної. Інформаційне агентство «Время». 14.04.2010.
- Ілля Слатін: сумний ювілей: про будинок І. Слатіна, що руйнується. Інформаційне агентство «Время». 20.07.2010.
- Альянс вокалу і музики. До 80-річчя А. Мірошникової. Інформаційне агентство «Время». 20.12.2011.
- Валентина Шукайло: свята до музики любов. Інформаційне агентство «Время». 23.03.2012.
- "Рігер Клосс помер, хай живе «Александр Шукке!» про новий орган. Інформаційне агентство «Время». 15.06.2012.
- Стежка, що веде з минулого. Ансамбль І. Романюк. Інформаційне агентство «Время». 13.12.2012.
- «На нотному стані пам'ять пише звуки рукою спочилого творця…». Про Валентина Бібіку. Інформаційне агентство «Время». 14.03.2013.
- Ми будуємо не тільки нову будівлю, а створюємо нову філармонію. Інтерв'ю з Ю. Янко. Інформаційне агентство «Время». 4.09.2013.
- 100-річчя Харківського національного університету мистецтв ім. І. П. Котляревського. «Традиції, інновації, майбутнє». Інформаційне агентство «Время». 21.09.2017.
- Взаємодія театральної журналістики і театральної критики в сучасних засобах масової інформації[8]
- Пісні й танці в стилі українського бароко. Інформаційне агентство «Время». 19.11.2019.
- Музикант, учитель, людина. На смерть Ш. Палтаджяна. Інформаційне агентство «Время» 14.04.2020.
- Життя в супроводі музичних шедеврів. До ювілею А. Калабухіна. Інформаційне агентство «Время». 23.06.2020.
- «Ти проста неспроста, серцю сниться твій вигляд» пам'яті А. Лесникової. Інформаційне агентство «Время». 17.08.2021.
- Творчий розчерк балерини Світлани Коливанової. Інформаційне агентство «Время». 24.09.2020.
- До сторіччя «шевченківців»: Рея Колосова. Інформаційна агенція «Время». 05.10.2020.
- До сторіччя «шевченківців»: Людмила Попова. Інформаційне агентство «Время». 29.10.2020.
- До сторіччя «шевченківців»: вистава «Ярослав Мудрий». Інформаційне агентство «Время». 18.01.2021.
- До сторіччя «шевченківців»: актор і педагог Борис Ставицький. Інформаційне агентство «Время».15.02.2021.
- Аза Резніченко: чотири жіночі долі. Інформаційне агентство «Время». 29.03.2021.
- Роки і ролі майстра. До ювілею В. М. Маляра. Інформаційне агентство «Время». 05.04.2021.
- Здійснилося! Спартак повстав! Прем'єра в ХНАТОБі. Інформаційне агентство «Время». 26.04.2021.
- До сторіччя «шевченківців»: вона була всього на рік старше «Березоля» Р. Кіріна. «Время». 31.05.2021.
- До сторіччя «шевченківців»: Людмила Платонова. Інформаційне агентство «Время» 24.05.2021.
- До сторіччя «шевченківців»: Семен Кошачевский. Інформаційне агентство «Время» 11.05.2021
- До сторіччя «шевченківців»: Марія Чеботарева. Інформаційне агентство «Время» 07.06.2021.
- Успіх? Поза всяким сумнівом! Прем'єра «Слуги двох панів» у ХАТМК. Інформаційне агентство «Время» 29.06.2021
- Геніальний актор і педагог, талановитий графік — особистість. На смерть А. Рубінського. Інформаційне агентство «Время» 24.06.2021.
- Вистава не перетворена на накопичувач режисерських задумів. Дипломна вистава кафедри театру анімації «Вишневий сад». Інформаційне агентство «Время» 14.06.2021.
- До сторіччя «шевченківців»: Лідія Стилик. Інформаційне агентство «Время» 09.08.2021.
- До сторіччя «шевченківців»: Людмила Захарчук. Інформаційне агентство «Время» 06.09.2021.
- Світло згаслої зірки: Михайло Тягнієнко. Інформаційне агентство «Время» 08.09.2021.
- Театральна ретроспектива. Інформаційне агентство «Время». 19.09.2021.
- Метод, прийоми і стильові особливості режисури С. Пасічника 2022[9].